# Димитър Иванов (офицер)
Вижте пояснителната страница за други личности с името Димитър Иванов.
Димитър Иванов Иванов е български офицер, бригаден генерал, командир на 24-та авиационна база.

## Биография
Роден е на 12 септември 1966 г. в град Съединение.
През 1989 г. завършва Висшето народно военновъздушно училище „Георги Бенковски“ в Долна Митрополия. Назначен е за командир на звено във втора изтребително-бомбардировъчна авиоескадрила към двадесет и пети изтребителен авиополк. От 1994 г. е заместник-командир на първа изтребително-бомбардировъчна авиоескадрила към същия полк. През 1997 г. завършва Военната академия в София. Същата година е назначен за командир на първа изтребително-бомбардировъчна авиоескадрила. От 2000 до 2001 г. е заместник-командир на отдел „Бойна подготовка“ в управлението на Корпус Тактическа авиация. През 2001 г. става заместник-командир на отдел „Подготовка и използване на войските“. От 2003 г. е старши инспектор пилот в отделение летателна подготовка към корпуса.
През 2005 г. става началник на щаба на шестнадесета транспортна авиобаза във Враждебна, а от 2010 г. е командир на базата.
През 2015 г. става заместник-командир на двадесет и четвърта авиационна база.
С указ от 26 октомври 2016 г. е назначен за командир на 24-та авиационна база и е удостоен с висше офицерско звание бригаден генерал в сила от 10 ноември 2016 година. На 20 август 2024 г. е освободен от длъжността на 24-та авиационна база и от военна служба, считано от 12 септември 2024 г.
Награждаван е с „Кристална купа“ на Президента на Република България за първото си място в авиационните състезания „Висини-98“. Освен това е носител на Почетен знак „Свети Георги“ – II степен от Министъра на отбраната (2008) и Награден знак „За вярна служба под знамената“ – II степен (2016).

## Военни звания
- Лейтенант (1989)
- Старши лейтенант (1991)
- Капитан (1994)
- Майор (1997)
- Подполковник (2000)
- Полковник (2005)
- Бригаден генерал (10 ноември 2016)